# 北杜警察署
北杜警察署 （ほくとけいさつしょ）は、山梨県警察が管轄する警察署の一つである。
かつては長坂警察署（ながさかけいさつしょ）という名称であったが、市町村合併により誕生した北杜市の市名に合わせ改称された。

## 組織
- 警務係
- 会計課
- 地域課
- 刑事生活安全課
  - 生活安全係
  - 捜査係
  - 鑑識係
- 交通課
- 警備係

## 所在地
- 山梨県北杜市長坂町長坂上条2575番地79

## 管轄区域
- 北杜市

## 沿革
- 1873年（明治6年）4月 - 巡査屯所として開署。
- 1926年（大正15年） - 日野春警察署に昇格。
- 1943年（昭和18年） - 長坂警察署に改称。
- 1948年（昭和23年）3月7日 - 旧警察法の公布に伴い、国家地方警察長坂地区警察署に改称。
- 1954年（昭和29年）7月1日 - 警察法の改正に伴い、「山梨県長坂警察署」となる。
- 1978年（昭和53年）4月21日 - 現在地に新築移転。
- 2007年（平成19年）4月1日 - 山梨県北杜警察署に改称。旧須玉町地域、旧明野村地域を韮崎警察署から移管され、北杜市全域が管轄区域となる。

## 交番
なし

## 駐在所
| 駐在所       | 所在地                           |
| ------------ | -------------------------------- |
| 朝神駐在所   | 山梨県北杜市明野町浅尾新田1499   |
| 上手駐在所   | 山梨県北杜市明野町上手2141-3     |
| 若神子駐在所 | 山梨県北杜市須玉町若神子7-1      |
| 穂足駐在所   | 山梨県北杜市須玉町藤田311-4      |
| 増富駐在所   | 山梨県北杜市須玉町比志3936-13    |
| 清里駐在所   | 山梨県北杜市高根町清里2966-1     |
| 高根駐在所   | 山梨県北杜市高根町箕輪新町483-13 |
| 日野春駐在所 | 山梨県北杜市長坂町塚川2819-31    |
| 大泉駐在所   | 山梨県北杜市大泉町谷戸2966-1     |
| 台ケ原駐在所 | 山梨県北杜市白州町台ケ原2210-2   |
| 鳳来駐在所   | 山梨県北杜市白州町下教来石2      |
| 武川駐在所   | 山梨県北杜市武川町三吹2120-3     |
| 小淵沢駐在所 | 山梨県北杜市小淵沢町8162-1       |